# Black Bananas
Black Bananas is een Nederlands kledingmerk, opgericht door Wesley Balnikker.
Tijdens een stage op Curacao ontwierp Balnikker een shirt voor een vriend. Toen bleek dat zijn ontwerp populair was, besloot Balnikker om een eigen kledinglijn te ontwerpen.
De kleding werd mede populair doordat bekende artiesten en sporters het merk droegen. In juni 2019 werd het merk in 210 winkels in Nederland verkocht. De eerste eigen winkel was een pop-upvestiging in Station Amsterdam Centraal in oktober 2019; een jaar volgde een pop-upwinkel in het Belgische Antwerpen. In de zomer van 2021 werd in Antwerpen een flagship store geopend.